# 一盃森
一盃森（いっぱいもり）は、福島県福島市森合にある山である。標高113.7メートル。
森合の住宅地の真ん中に聳え立ち、福島市のシンボル、信夫山の西側に位置する。しのぶ山に伝わる民話に登場し、大男が信夫山を作る際に零れ落ちた土で出来たと伝えられる。
頂上には愛宕神社、中腹には長次郎狐（信夫の三狐のひとつ）の社が祀られているほか、正眼寺が位置し、霊園が広がる。麓には福島市立森合小学校、福島県立福島工業高等学校などの学校が隣接する。また、周辺の字名となっている。